# Championnat des Philippines de football 2013
Navigation
Édition précédente Édition suivante
La saison 2013 du Championnat des Philippines de football est la troisième édition du championnat de première division aux Philippines. Cette édition regroupe dix clubs au sein d'une poule unique, où ils s'affrontent à deux reprises. Tous les clubs participants sont basés dans la région de Manille, la capitale du pays. En fin de saison, le dernier du classement est relégué et remplacé par la meilleure formation de Division 2 tandis que l'avant-dernier doit disputer un barrage de promotion-relégation face au vice-champion de Division 2.
C'est le Stallion FC qui remporte la compétition cette saison après avoir terminé en tête du classement final, avec trois point d'avance sur le tenant du titre, Global Football Club et huit sur Loyola Meralco Sparks. C'est le tout premier titre de champion des Philippines de l'histoire du club.

## Les clubs participants
- Global Football Club
- Pasargad FC
- Loyola Meralco Sparks
- Philippine Army FC
- Kaya Cignal FC
- Stallion FC
- Green Archers United
- Philippine Air Force FC
- Pachanga Diliman FC - Promu de Division 2
- Manila Nomads

## Compétition

### Classement
Le classement est établi sur le barème de points classique (victoire à 3 points, match nul à 1, défaite à 0). Pour départager les égalités, on tient d'abord compte de la différence de buts générale, puis du nombre de buts marqués, puis des confrontations directes.
| Rang | Équipe                  | Pts | J  | G  | N | P  | Bp | Bc | Diff |
| ---- | ----------------------- | --- | -- | -- | - | -- | -- | -- | ---- |
| 1    | Stallion FC             | 46  | 18 | 15 | 1 | 2  | 60 | 22 | +38  |
| 2    | Global Football ClubT   | 43  | 18 | 14 | 1 | 3  | 47 | 12 | +35  |
| 3    | Loyola Meralco Sparks   | 38  | 18 | 11 | 5 | 2  | 50 | 18 | +32  |
| 4    | Kaya Cignal FC          | 31  | 18 | 8  | 7 | 3  | 35 | 21 | +14  |
| 5    | Pachanga Diliman FCP    | 28  | 18 | 9  | 1 | 8  | 28 | 28 | 0    |
| 6    | Green Archers United    | 24  | 18 | 7  | 3 | 8  | 36 | 36 | 0    |
| 7    | Pasargad FC             | 21  | 18 | 6  | 3 | 9  | 38 | 38 | 0    |
| 8    | Manila Nomads           | 13  | 18 | 3  | 4 | 11 | 16 | 43 | -27  |
| 9    | Philippine Army FC      | 7   | 18 | 2  | 1 | 15 | 20 | 62 | -42  |
| 10   | Philippine Air Force FC | 6   | 18 | 2  | 0 | 16 | 9  | 59 | -50  |

|  | Champion des Philippines 2013                    |
|  | Participation au barrage de promotion-relégation |
|  | Relégation en deuxième division                  |
|  | T : Tenant du titre P : Club promu de Division 2 |

### Résultats
| Résultats (▼dom., ►ext.) | GLO | GAU | KAY | LMS  | NOM | PAC | PSG | PAF | PA   | STA |
| Global Football Club     |     | 5-1 | 2-3 | 0-2  | 2-1 | 4-0 | 2-0 | 2-0 | 3-0  | 1-0 |
| Green Archers United     | 0-4 |     | 1-2 | 1-1  | 2-1 | 0-2 | 3-0 | 4-2 | 5-1  | 1-3 |
| Kaya Cignal FC           | 3-2 | 3-3 |     | 3-1  | 1-1 | 1-1 | 1-1 | 4-0 | 3-0  | 1-2 |
| Loyola Meralco Sparks    | 1-1 | 2-0 | 1-1 |      | 5-0 | 4-1 | 3-0 | 2-0 | 10-1 | 1-1 |
| Manila Nomads            | 0-4 | 1-4 | 0-0 | 2-2  |     | 1-0 | 0-0 | 1-0 | 0-3  | 3-6 |
| Pachanga Diliman FC      | 0-3 | 1-2 | 1-0 | 0-1  | 3-0 |     | 2-1 | 5-1 | 3-2  | 0-2 |
| Pasargad FC              | 0-2 | 2-1 | 2-2 | 2-4  | 7-2 | 2-3 |     | 5-0 | 4-0  | 0-4 |
| Philippine Air Force FC  | 0-2 | 1-4 | 0-1 | 0-4  | 2-0 | 0-3 | 0-6 |     | 0-3  | 2-7 |
| Philippine Army FC       | 0-5 | 2-2 | 1-2 | 1-10 | 1-1 | 0-6 | 1-2 | 2-3 |      | 0-6 |
| Stallion FC              | 1-2 | 4-3 | 3-2 | 4-2  | 1-0 | 3-1 | 5-1 | 6-0 | 2-1  |     |

## Bilan de la saison
| Championnat des Philippines de football 2013 |                         |
| Champion                                     | Stallion FC (1er titre) |
| Qualifications continentales                 |                         |
| Coupe du président de l'AFC 2014             | Aucun                   |
| Promotions et relégations                    |                         |
| Promus en Division 1                         | Team Socceroo FC        |
| Relégués en Division 2                       | Philippine Air Force FC |